# Kazbek (nhãn hiệu)
Kazbek (tiếng Nga: Казбек) là nhãn hiệu thuốc lá thịnh hành tại Nga thời Soviet.

## Xuất xứ
Kazbek được nhà sáng chế Vasily Ivanovich Ioanidi lấy theo tên ngọn núi cao nhất Gruzia, ban đầu do xí nghiệp Tabakrest (Leningrad) sản xuất rồi sau chuyển cho hãng Biysk.

## Đặc điểm
Kazbek hướng tới đối tượng bình dân, là mẫu thuốc lá không thơm, rẻ tiền nên rất dễ mua.
Có hai loại Kazbek: Bao thường gồm 25 điếu dành cho giai cấp thấp và hộp to cho đối tượng trung lưu.

## Nghệ thuật hóa
Hình ảnh Kazbek phổ biến trong nhiều xuất phẩm nghệ thuật Liên Xô, thậm chí đi vào thi ca.
- Konstantin Simonov đã dành tặng bài thơ của Kaz Kaziêu vụng cho những điếu thuốc này (theo chu kỳ Road Road Verses, 1939).
- Thuốc lá của Kaz Kaz xông lòng được nhắc đến nhiều lần trong bài thơ của Aleksandr Tvardovsky Hồi Vasily Turkin.